# 鐮木目
鐮木目（学名：Drepanophycales），又名鐮蕨目，為石松綱下一個已滅絕的目，其下的物種生存於志留紀與泥盆紀，例如鐮木、星木和巴氏石松等。它們的化石在北美洲、歐洲、中國、俄羅斯與澳洲都有發現。

## 形態
高40-50公分，莖直徑可達2-5公分，葉呈刺狀，孢子囊單個著生於葉腹面或近葉腋處。